# Leichtathletik-Länderkampf der Männer 1958 Schweiz – BR Deutschland
| 7. Leichtathletik-Länderkampf mit bundesdeutscher Beteiligung 1958 | 7. Leichtathletik-Länderkampf mit bundesdeutscher Beteiligung 1958 |                     |
| ------------------------------------------------------------------ | ------------------------------------------------------------------ | ------------------- |
|                                                                    |                                                                    |                     |
| Ländervergleich der Männer: Schweiz – BR Deutschland               |                                                                    |                     |
| Austragungsort                                                     | Basel                                                              |                     |
| Wettbewerbe                                                        | 20                                                                 |                     |
| Datum                                                              | 9./10. August 1958                                                 |                     |
| 1. FRG 2. SUI                                                      | 135 Punkte 085 Punkte                                              |                     |
| Chronik                                                            |                                                                    |                     |
| ← NLD-FRG (F)                                                      | SUI-FRG Geher (M) →                                                | SUI-FRG Geher (M) → |

Der siebte Vergleich des Leichtathletik-Länderkämpfe mit bundesdeutscher Beteiligung 1958 fand am 9./10. August gut eine Woche vor den Europameisterschaften gegen die Schweiz in Basel statt. In fast all diesen traditionellen alljährlichen Treffen der beiden Nationen hatte Deutschland gesiegt, nur 1955 hatten die Schweizer Sportler vorne gelegen, als die Bundesrepublik Deutschland gleichzeitig noch zwei weitere Vergleiche mit den Niederlanden und mit Dänemark durchgeführt und damit drei verschiedene Teams zu stellen hatte.

## Wettbewerbe und Modus
Die Begegnung wurde an zwei Tagen durchgeführt. Auf dem Programm standen die bei Länderkämpfen inzwischen üblichen zwanzig Disziplinen. Aus dem olympischen Wettbewerbskatalog fehlten nur der Marathonlauf, die beiden Gehdisziplinen und der Zehnkampf. Gewertet wurde in den Einzeldisziplinen nach dem Standardsystem, in den Staffeln mit sieben zu vier Punkten.

## Ergebnis
Aufgrund der zeitlichen Nähe zu den Europameisterschaften traten viele Spitzenathleten in diesem Länderkampf nicht an. So setzte sich vor allem das bundesdeutsche Team vorwiegend aus Sportlern der zweiten Reihe zusammen, die sich hier sehr gut schlugen. Die Schweizer Mannschaft entschied vier Laufwettbewerbe und mit dem Hochsprung einen Sprungwettbewerb für sich, den Hochsprung mit einem Doppelerfolg. Dagegen standen für die Vertreter der Bundesrepublik acht Siege mit fünf Doppelerfolgen im Laufen und sieben gewonnene Technikdisziplinen, fünf davon mit Doppelerfolgen, Damit setzte sich die Bundesrepublik Deutschland am Ende wieder klar durch und gewann mit 135 zu 85 Punkten.

## Legende
Kurze Übersicht zur Bedeutung der Symbolik – so üblicherweise auch in sonstigen Veröffentlichungen verwendet:
| k. A. | keine Angabe |

## Resultate

### 100 m
| Platz | Athlet            | Land | Zeit (s) |
| ----- | ----------------- | ---- | -------- |
| 1     | Rudolf Sundermann | FRG  | 10,6     |
| 2     | Heinz Müller      | SUI  | 10,6     |
| 3     | Lothar Knörzer    | FRG  | 10,8     |
| 4     | Ernst Vogel       | SUI  | 11,1     |

Datum: 9. August

### 200 m
| Platz | Athlet              | Land | Zeit (s) |
| ----- | ------------------- | ---- | -------- |
| 1     | Horst Pöhler        | FRG  | 21,4     |
| 2     | Karl-Friedrich Haas | FRG  | 21,8     |
| 3     | Walter Tschudi      | SUI  | 21,8     |
| 4     | Ernst Vogel         | SUI  | 22,4     |

Datum: 9. August

### 400 m
| Platz | Athlet        | Land | Zeit (s) |
| ----- | ------------- | ---- | -------- |
| 1     | René Weber    | SUI  | 47,3     |
| 2     | Peter Adam    | FRG  | 47,6     |
| 3     | Bruno Urben   | SUI  | 48,3     |
| 4     | Hubert Streit | FRG  | 49,6     |

Datum: 9. August

### 800 m
| Platz | Athlet          | Land | Zeit (min) |
| ----- | --------------- | ---- | ---------- |
| 1     | Christian Wägli | SUI  | 1:47,5     |
| 2     | Horst Liell     | FRG  | 1:49,3     |
| 3     | Dieter Heydecke | FRG  | 1:50,5     |
| 4     | Pierre Thevenaz | SUI  | 1:51,9     |

Datum: 10. August

### 1500 m
| Platz | Athlet         | Land | Zeit (min) |
| ----- | -------------- | ---- | ---------- |
| 1     | Edmund Brenner | FRG  | 3:49,4     |
| 2     | Ernst Kleiner  | SUI  | 3:50,7     |
| 3     | Hans Widl      | FRG  | 3:51,4     |
| 4     | Werner Renold  | SUI  | 3:54,8     |

Datum: 9. August

### 5000 m
| Platz | Athlet           | Land | Zeit (min) |
| ----- | ---------------- | ---- | ---------- |
| 1     | Alfred Kleefeldt | FRG  | 14:56,0    |
| 2     | Joseph Sidler    | SUI  | 14:58,4    |
| 3     | Wilhelm Schmidt  | FRG  | 15:03.2    |
| 4     | Ernst Emch       | SUI  | 16:02,0    |

Datum: 10. August

### 10.000 m
| Platz | Athlet            | Land | Zeit (min) |
| ----- | ----------------- | ---- | ---------- |
| 1     | Herbert Schade    | FRG  | 30:56,4    |
| 2     | Karl-Heinz Paetow | FRG  | 31:12,6    |
| 3     | Walter Glauser    | SUI  | 31:46,0    |
| 4     | Georg Steiner     | SUI  | 32:25,8    |

Datum: 9. August

### 110 m Hürden
| Platz | Athlet            | Land | Zeit (s) |
| ----- | ----------------- | ---- | -------- |
| 1     | Herbert Stürmer   | FRG  | 14,7     |
| 2     | Walter Pensberger | FRG  | 14,7     |
| 3     | Walter Tschudi    | SUI  | 14,9     |
| 4     | Walter Ryf        | SUI  | 15,0     |

Datum: 9. August

### 400 m Hürden
| Platz | Athlet             | Land | Zeit (s) |
| ----- | ------------------ | ---- | -------- |
| 1     | Bruno Galliker     | SUI  | 52,3     |
| 2     | Wolfgang Fischer   | FRG  | 52,4     |
| 3     | Helmut Joho        | FRG  | 52,8     |
| 4     | Siegfried Allemann | SUI  | 54,8     |

Datum: 10. August

### 3000 m Hindernis
| Platz | Athlet            | Land | Zeit (min) |
| ----- | ----------------- | ---- | ---------- |
| 1     | Helmut Thumm      | FRG  | 9:08,0     |
| 2     | Heinz Laufer      | FRG  | 9:09,6     |
| 3     | Walter Kammermann | SUI  | 9:12,4     |
| 4     | Renee Chatelain   | SUI  | 9:23,2     |

Datum: 9. August

### 4 × 100 m Staffel
| Platz | Besetzung      | Land                                                        | Zeit (s) |
| ----- | -------------- | ----------------------------------------------------------- | -------- |
| 1     | Schweiz        | Ernst Vogel Heinz Müller Hans Wehrli-Frei René Weber        | 41,2     |
| 2     | BR Deutschland | Lothar Knörzer Horst Pöhler Martin Scharl Rudolf Sundermann | 41,7     |

Datum: 10. August

### 4 × 400 m Staffel
| Platz | Besetzung      | Land                                                       | Zeit (min) |
| ----- | -------------- | ---------------------------------------------------------- | ---------- |
| 1     | BR Deutschland | Peter Adam Albert Radusch Udo Waldheim Karl-Friedrich Haas | k. A.      |
| 2     | Schweiz        | Bruno Galliker Bruno Urben Christian Wägli René Weber      | 3:12,3     |

Datum: 9. August

### Hochsprung
| Platz | Athlet         | Land | Höhe (m) |
| ----- | -------------- | ---- | -------- |
| 1     | Eric Amiet     | SUI  | 1,94     |
| 2     | René Maurer    | SUI  | 1,90     |
| 3     | Werner Weber   | FRG  | 1,90     |
| 4     | Dieter Richter | FRG  | 1,80     |

Datum: 10. August

### Stabhochsprung
| Platz | Athlet            | Land | Höhe (m) |
| ----- | ----------------- | ---- | -------- |
| 1     | Klaus Lehnertz    | FRG  | 4,10     |
| 2     | Walter Hofstetter | SUI  | 4,10     |
| 3     | Wolfgang Mayer    | FRG  | 3,90     |
| 4     | Heinrich Staub    | SUI  | 3,80     |

Datum: 10. August

### Weitsprung
| Platz | Athlet             | Land | Weite (m) |
| ----- | ------------------ | ---- | --------- |
| 1     | Dieter Richter     | FRG  | 7,52      |
| 2     | Hans Eiberle       | FRG  | 7,26      |
| 3     | Gustav Schlosser   | SUI  | 7,03      |
| 4     | Artur Freiburghaus | SUI  | 7,02      |

Datum: 10. August

### Dreisprung
| Platz | Athlet          | Land | Weite (m) |
| ----- | --------------- | ---- | --------- |
| 1     | Norbert Weiser  | FRG  | 14,51     |
| 2     | Jörg Wischmeier | FRG  | 14,37     |
| 3     | Eugen Küng      | SUI  | 14,37     |
| 4     | Erwin Müller    | SUI  | 13,78     |

Datum: 9. August

### Kugelstoßen
| Platz | Athlet           | Land | Weite (m) |
| ----- | ---------------- | ---- | --------- |
| 1     | Helmut Diehl     | FRG  | 16,15     |
| 2     | Josef Klik       | FRG  | 15,84     |
| 3     | Fred Meyer       | SUI  | 14,76     |
| 4     | Hans-Rudolf Jost | SUI  | 14,03     |

Datum: 9. August

### Diskuswurf
| Platz | Athlet           | Land | Weite (m) |
| ----- | ---------------- | ---- | --------- |
| 1     | Otto Koppenhöfer | FRG  | 49,90     |
| 2     | Matthias Mehr    | SUI  | 48,07     |
| 3     | Josef Klik       | FRG  | 47,38     |
| 4     | Fritz Bernhard   | SUI  | 45,06     |

Datum: 10. August

### Hammerwurf
| Platz | Athlet          | Land | Weite (m) |
| ----- | --------------- | ---- | --------- |
| 1     | Willi Glotzbach | FRG  | 57,76     |
| 2     | Hans Wulff      | FRG  | 56,98     |
| 3     | Roger Veeser    | SUI  | 49,74     |
| 4     | Albert Gonin    | SUI  | 47,28     |

Datum: 10. August

### Speerwurf
| Platz | Athlet             | Land | Weite (m) |
| ----- | ------------------ | ---- | --------- |
| 1     | Luitpold Maier     | FRG  | 68,45     |
| 2     | Hermann Rieder     | FRG  | 67,66     |
| 3     | Urs von Wartburg   | SUI  | 61,17     |
| 4     | Heinz Schneeberger | SUI  | 60,07     |

Datum: 10. August